# Ортосиликат свинца
Ортосиликат свинца — неорганическое соединение,
соль свинца и кремнёвой кислоты
с формулой Pb2SiO4,
кристаллы.

## Получение
- Спекание оксида свинца и диоксида кремния:

{\displaystyle {\mathsf {2PbO+SiO_{2}\ {\xrightarrow {T}}\ Pb_{2}SiO_{4}}}}

## Физические свойства
Ортосиликат свинца образует кристаллы
моноклинной сингонии, пространственная группа P 21/a, параметры ячейки a = 1,959 нм, b = 0,379 нм, c = 0,612 нм, β = 100,5°, Z = 4
.
По другим данным структура
моноклинной сингонии, пространственная группа A 2, параметры ячейки a = 1,943 нм, b = 0,764 нм, c = 1,224 нм, β = 99,33°, Z = 16
.
Не растворяется в воде.

## Применение
- Применяется при вулканизации хлорпреновых и бутилкаучуков[3].